# Manuel María Smith
Manuel María Smith Ibarra (Bilbao, 4 gennaio 1879 – Getxo, 18 agosto 1956) è stato un architetto spagnolo di origine irlandese, famoso per aver progettato il San Mamés, lo stadio di Bilbao dove gioca le partite casalinghe l'Athletic Club.

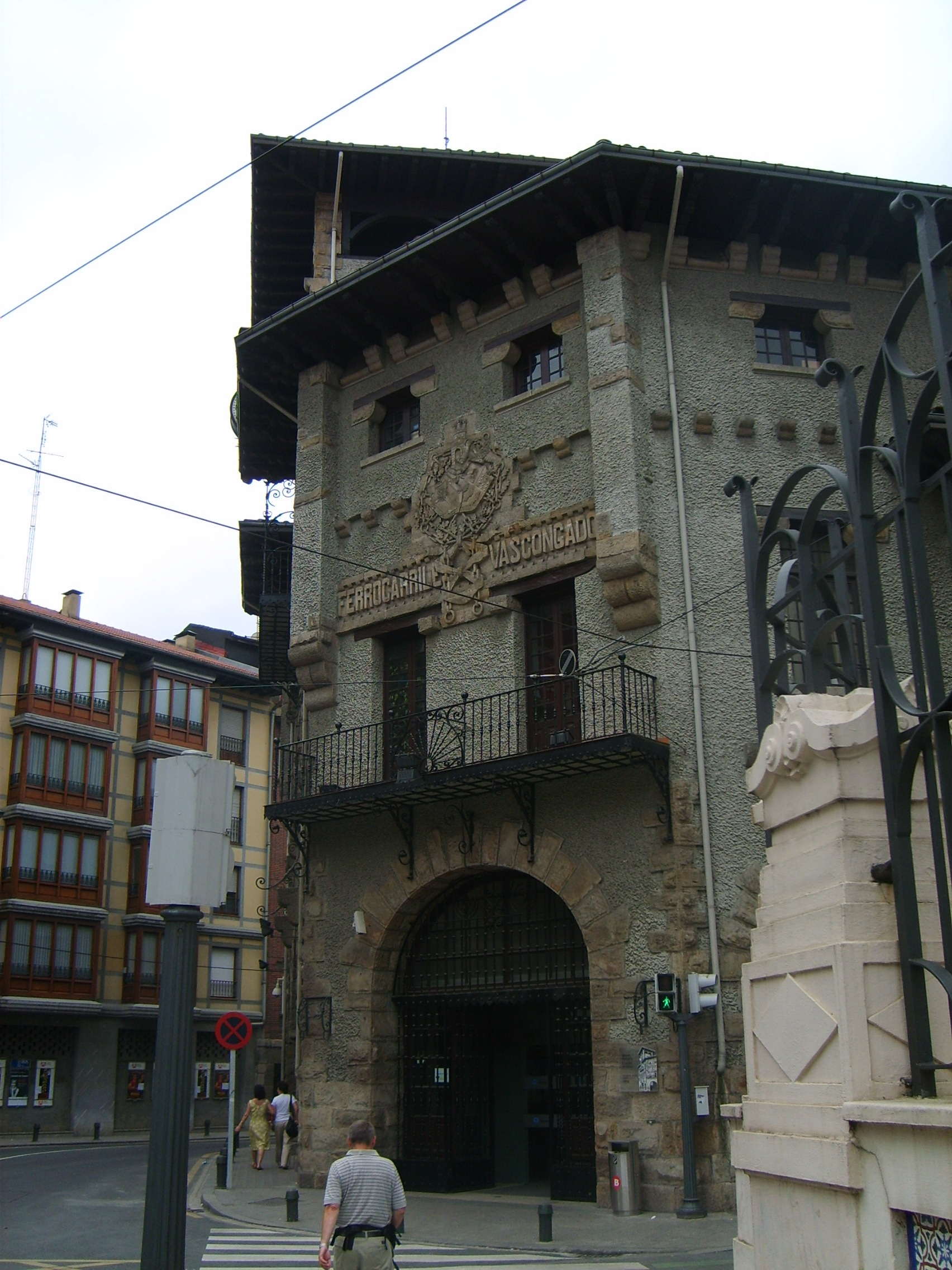
La stazione di Atxuri, progettata tra il 1913 e il 1915

Figlio di John Smith Fitz, uno dei tanti emigrati in Biscaglia dall'Irlanda nel XVIII secolo, iniziò gli studi presso il Collegio dei Gesuiti di Orduña, dove si distinse per le sue doti nel disegno.
Nel 1896 iniziò i suoi studi superiori alla Scuola di Architettura di Madrid; anche qui si distinse per la sua particolare abilità. Il suo primo studio si trovava a Bilbao, sua città natale. Il suo primo progetto fu la casa del Restituto Goyoaga, seguito dal progetto delle case della Sociedad de Terrenos di Neguri (un quartiere di Bilbao).
Il suo periodo migliore fu, però, tra il 1912 e il 1930. Progettò, tra il 1913 e il 1915, la stazione di Atxuri, attualmente stazione della EuskoTren. In seguito anche la Residenza di Antonio Garay a Madrid.
Del 1913 è anche la sua opera più famosa, lo stadio San Mamés di Bilbao, dove tuttora gioca le partite casalinghe l'Athletic Club.

## Opere importanti
- Casa del Restituto Goyaga (Bilbao)
- Case della Sociedad de Terrenos (Neguri)
- Casa di Emilio Ibarra (Bilbao)
- Casa di Luis Arana (Bilbao)
- Hotel Carlton (Bilbao)
- Palazzo Artaza di Víctor Chávarri (Leioia)
- Palazzo della famiglia Martínez Rivas (Algorta)
- Palazzo di Luis Lezama Leguizamón (Getxo)
- Residenza di Antonio Garay (Madrid)
- Stadio San Mamés (Bilbao)
- Stazione di Atxuri (Bilbao)